# Phrurolithus duncani
Espèce
Synonymes
- Phruronellus duncani Chamberlin, 1925

Phrurolithus duncani est une espèce d'araignées aranéomorphes de la famille des Phrurolithidae.

## Distribution
Cette espèce est endémique de Californie aux États-Unis,.

## Description
Le mâle holotype mesure 2 mm.

## Étymologie
Cette espèce est nommée en l'honneur de Carl Dudley Duncan.

## Publication originale
- Chamberlin, 1925 : A new clubionid spider of the genus Phruronellus from California. Proceedings of the Biological Society of Washington, vol. 38, p. 7-8 (texte intégral).